# NGC 1486
NGC 1486 é uma galáxia espiral barrada (SBbc) localizada na direcção da constelação de Eridanus. Possui uma declinação de -21° 49' 15" e uma ascensão recta de 3 horas, 56 minutos e 18,8 segundos.
A galáxia NGC 1486 foi descoberta em 1886 por Frank Leavenworth.